# L40
Lo L40, abbreviazione della dicitura completa Semovente L40 da 47/32, è stato un semovente d'artiglieria e cacciacarri realizzato dal consorzio FIAT-SPA e dall'Ansaldo per il Regio Esercito, durante la seconda guerra mondiale.

## Storia

### Sviluppo
Questo cannone d'assalto semovente fu ideato per sostituire presso i reggimenti di bersaglieri il cannone d'accompagnamento 47/32 Mod. 1935 trainato con un pezzo semovente. Progettato dall'Ansaldo, il semovente L40 fu presentato al Centro Studi della Motorizzazione militare il 10 maggio 1941.

### Produzione
Ordinato in un primo lotto di 300 esemplari, sostituì il carro armato leggero L6/40, rivelatosi totalmente inadeguato, sulle linee di produzione della SPA di Torino. Al momento dell'armistizio di Cassibile erano stati prodotti 280 esemplari. Successivamente all'occupazione dell'Italia, i tedeschi ne riavviarono la produzione: 52 furono costruiti nel 1943 e 22 nel 1944. Si trattò più di una decisione politica (e politico-industriale) per dare lavoro alle fabbriche italiane, che una decisione di pianificazione militare, visto che il carro era, all'epoca, oramai obsoleto, ed anzi risultava, da tutti i punti di vista eccetto che per la corazzatura anteriore, inferiore a realizzazioni prebelliche come il T-13 belga, la cui progettazione cominciò nel 1935 e fu messo in produzione prima del 1938.

### Impiego operativo
Equipaggiò numerosi battaglioni formati dai depositi dei reggimenti fanteria carrista, tutti formati da personale della Specialità Carristi, che operarono inseriti nelle Grandi Unità di Fanteria in diversi Teatri di Guerra (Africa Settentrionale, in Sicilia, in Sardegna e in Corsica).
| BATTAGLIONE | DEPOSITO DI FORMAZIONE | G.U. DI ASSEGNAZIONE | TEATRO OPERATIVO | COMANDANTE        |
| I btg.      | 31º Rgt. cr.           | D. Superga           | Tunisia 1943     | Non disp.         |
| IV btg.     | 33º Rgt. cr.           | D. Livorno           | Sicilia 1943     | T.C. Tropea       |
| IX btg.     | n.d.                   | XIX C.A.             | Napoli 1943      | n.d.              |
| XX btg.     | 32º Rgt. cr.           | D. Friuli            | Corsica 1943     | n.d.              |
| CI          | n.d.                   | XXX C.A.?            | Tunisia 1943     | n.d.              |
| CXXI btg.   | n.d.                   | n.d.                 | Siena 1943       | n.d.              |
| CXXII       | 32º Rgt. cr.           | 32º Rgt. cr.         | Verona 1943      | n.d.              |
| CXXX        | n.d.                   | n.d.                 | Sicilia 1943     | n.d.              |
| CXXXI       | 31º Rgt. cr.           | D. Cremona           | Corsica 1943     | n.d.              |
| CXXXII      | 32º Rgt. cr.           | D. Ariete            | Roma e Atene1943 | n.d.              |
| CXXXIII     | 33º Rgt. cr.           | 6ª Armata            | Sicilia 1943     | T.C. Mascio       |
| CXXXVI      | 31º Rgt. cr.           | XXX C.A.             | Tunisia 1943     | Ten. Col. Colucci |
| CCXIV       | n.d.                   | n.d.                 | Siena            | n.d.              |
| CCXXXII     | 32º Rgt. cr.           | 32º Rgt. cr.         | Parma            | n.d.              |
| CCXXXIII    | 33º Rgt. cr.           | 206° D. Cost.        | Sicilia          | T.C. Elena        |

Dall'agosto 1942 gli L40 furono in dotazione anche alla 3ª Divisione Celere "Principe Amedeo Duca d'Aosta", facente parte del Corpo di spedizione italiano in Russia (poi confluito nel cosiddetto ARMIR), e precisamente al XIII Gruppo semoventi del 14º Reggimento "Cavalleggeri di Alessandria". Il IV Gruppo corazzato del 13º Reggimento "Cavalleggeri di Monferrato" li impiegò in Albania fino all'armistizio. In URSS, come anche L6 da cui era derivato, risultò inadeguato, soprattutto per colpire i carri sovietici più moderni, aveva delle possibilità solo con i carri Cruiser (o di cavalleria) britannici e sovietici prebellici.
In dotazione alla 132ª Divisione corazzata "Ariete" e 133ª Divisione corazzata "Littorio", partecipò alle operazioni della campagna in Nordafrica, quali la seconda battaglia di El Alamein, ma fu durante la campagna di Tunisia che trovò il più massiccio impiego. In particolare era in dotazione ai I e CXXXVI Battaglione controcarri (carristi) ed al Raggruppamento Esplorante Corazzato (R.E.Co.) "Cavalleggeri di Lodi" (ognuno su 2 compagnie) del XXX Corpo d'armata.
Fino all'armistizio, fu impiegato dai seguenti reparti corazzati e di cavalleria del Regio Esercito:
- 6ª Armata di Sicilia: IV, CXXXIII e CCXXXIII Battaglione semoventi controcarro (carristi), impiegati contro gli alleati durante l'Sbarco in Sicilia.
- 135ª Divisione corazzata "Ariete II": gli L40 assegnati al II Gruppo/Raggruppamento Esplorante Corazzato (R.E.Co.) "Lancieri di Montebello" furono quasi tutti distrutti durante la disperata difesa di Roma nei giorni dell'armistizio (Porta San Paolo ed altri scontri).
- 136ª Divisione corazzata "Centauro II": la 5ª Compagnia del LXIX Battaglione/18º Reggimento bersaglieri (in configurazione di R.E.Co.), di stanza in Provenza, iniziò il rimpatrio nel luglio 1943 e, assegnato alla "Centauro II", prese parte alla difesa di Roma.
- XX e CXXI Battaglione semoventi controcarro (carristi), aggregati rispettivamente alla 20ª Divisione fanteria "Friuli" ed alla 44ª Divisione fanteria "Cremona", di stanza in Corsica.

Dopo l'8 settembre, gli esemplari disponibili che non furono requisiti dai tedeschi, vennero usati dai seguenti reparti dell'Esercito Nazionale Repubblicano della RSI:
- Gruppo squadroni corazzato "San Giusto": 2 esemplari.
- Raggruppamento Anti Partigiani (RAP)- Gruppo Esplorante: 2 esemplari.
- I Battaglione bersaglieri volontari "Benito Mussolini": 1 esemplare.
- Gruppo corazzato "Leonessa": 5 esemplari.

## Tecnica
Si trattava di una trasformazione del carro leggero L6/40, il quale fu privato della torretta per fare spazio a una casamatta squadrata, nel cui lato sinistro fu inserito il cannone anticarro da 47/32 Mod. 1935 (lo stesso dell'M13/40): l'esigua larghezza del mezzo non consentì, infatti, l'inclinazione delle piastre, cosa che ridusse decisamente la capacità di penetrazione dei proietti a parità di spessore.
Il semovente non aveva una corazzatura sul tetto della casamatta (a parte nel primo prototipo), che era anzi privo di qualunque copertura, e aveva un equipaggio di appena due uomini. Inizialmente era anche privo di armamento secondario, ma si decise presto di installarvi una mitragliatrice perché era praticamente indifeso negli scontri con la fanteria nemica.

## Versioni
- L40 Centro Radio: versione con equipaggiamento radio supplementare, rimase allo stadio di prototipo.
- Carro Comando L40: sviluppato nei due varianti carro comando di plotone semoventi e carro comando di squadrone/compagnia semoventi;[1] oltre ad avere equipaggiamento radio supplementare, il cannone era sostituito da una mitragliatrice Breda Mod. 38 da 8 mm, la cui canna era però avvolta da un manicotto di diametro maggiore, in modo che il mezzo esternamente era indistinguibile dagli altri e non attirava le "attenzioni" dei nemici. Dopo l'armistizio anche questa versione fu impiegata dalla Wehrmacht con la denominazione PzBefWg L6 770(i)[2].
- L40 G "Germanico" (o "Ausf G"): terza serie del semovente, fu prodotta dagli stabilimenti della FIAT per i tedeschi dopo l'8 Settembre. Questa serie presentava alcune modifiche, come richiesto dal Generalinspekteur der Panzertruppen: la sovrastruttura venne allargata e rialzata nella parte posteriore, una radio RF1CA-TR7 con la relativa antenna ed un Breda Mod.38 scudata su supporto scorrevole venne montata e utilizzata dal mitragliere per il supporto ravvicinato.Purtroppo non si conosce la quantità di munizioni disponibili, ma la velocità e l'autonomia erano le stesse delle versioni italiane, anche se il peso aumentava di 250 kg grazie alle nuove aggiunte.

## Altri utilizzatori
- Germania – Wehrmacht: nonostante la modestia dell'L40, 78 esemplari di preda bellica armarono i reparti di seconda linea dello Heer e della Luftwaffe, con la denominazione StuG L6 mit 47/32 630(i).
- Repubblica Sociale Italiana – Esercito Nazionale Repubblicano: circa dieci L40 furono adoperati dalle forze armate saloine.
- È possibile che esemplari di preda bellica tedesca siano stati ceduti a Croazia e Slovacchia (all'epoca stati fantoccio della Germania), come comprovato da fotografie (ma senza alcun tipo di documento ufficiale).

## Esemplari superstiti

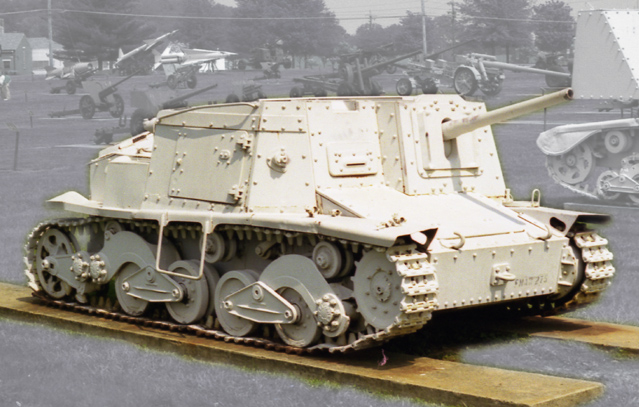
Esemplare superstite

Un esemplare del semovente è attualmente conservato presso l'U.S. Army Ordnance Training and Heritage Center (Fort Lee - Virginia, Stati Uniti). Un secondo semovente fu scoperto nel 2008 in Corsica, nella zona di Lucio e restaurato a cura del sig. Jean Noel Aiqui. Il mezzo era appartenuto alla Divisione Cremona e fu utilizzato nel dopoguerra come trattore agricolo. Oggi si trova esposto nel Museo de la Resistance En Alta Rocca di Zonza (Corsica)(3).